# Eumacaria
Eumacaria là một chi bướm đêm thuộc họ Geometridae.

## Các loài
- Eumacaria madopata (Guenée, 1857)